# Alwyn Kurts
Alwyn Kurts (ur. 28 października 1915 w Perth, zm. 4 maja 2000 w Melbourne) – australijski dziennikarz oraz aktor filmowy, w 1979 roku za występ w filmie Tim otrzymał Nagrodę Australijskiego Instytutu Filmowego w kategorii najlepsza rola drugoplanowa.